# Informe de responsabilidad social
El Informe de Responsabilidad Social es un documento que realizan las empresas, el cual les permite reportar públicamente todas las prácticas de responsabilidad social que hacen en cada grupo de interés. Es un medio de rendición de cuentas a la sociedad y este informe se comparte con todos los stakeholders o grupos de interés; se realiza anual, semestral o por periodos que la empresa establezca y puede presentarse de manera física o virtual. 
El informe de responsabilidad social es el complemento al informe financiero de las empresas y permite crear la memoria de sostenibilidad o  de triple resultados ya que se vincula la situación económica, social y ambiental de las empresas.

## Temas que se incluyen en un informe de responsabilidad social
- Carta del presidente de la empresa
- Perfil de la empresa
- Acciones de responsabilidad Social realizadas
- Resultados de las acciones de responsabilidad social
- Compromisos de mejora continua en cada una de las áreas de interés

## Grupos de interés que se deben tener en cuenta
- Accionistas
- Competencia
- Comunidad y sociedad
- Colaboradores
- Estado
- Proveedores
- Medio ambiente
- Clientes y consumidores